# Lamphun Province Stadium
Das Lamphun Province Stadium oder auch Mae-Guang Stadium (Thai สนามกีฬาจังหวัดลำพูน (แม่กวงสเตเดี้ยม) หรือ สนามกีฬา อบจ. ลำพูน) genannt, ist ein Mehrzweckstadion in Lamphun in der Provinz Lamphun, Thailand. Es wird derzeit hauptsächlich für Fußballspiele genutzt und ist das Heimstadion vom Drittligisten Lamphun Warrior Football Club. Das Stadion hat eine Kapazität von 3000 Personen. Eigentümer und Betreiber des Stadions ist die Lamphun Provincial Administration Organization.

## Nutzer des Stadions
| Verein             | Zeitraum der Nutzung |
| ------------------ | -------------------- |
| Lamphun Warrior FC | 2011 bis heute       |